# Felsrelief von Gökbez
Koordinaten: 37° 45′ 13,4″ N, 34° 39′ 25,4″ O

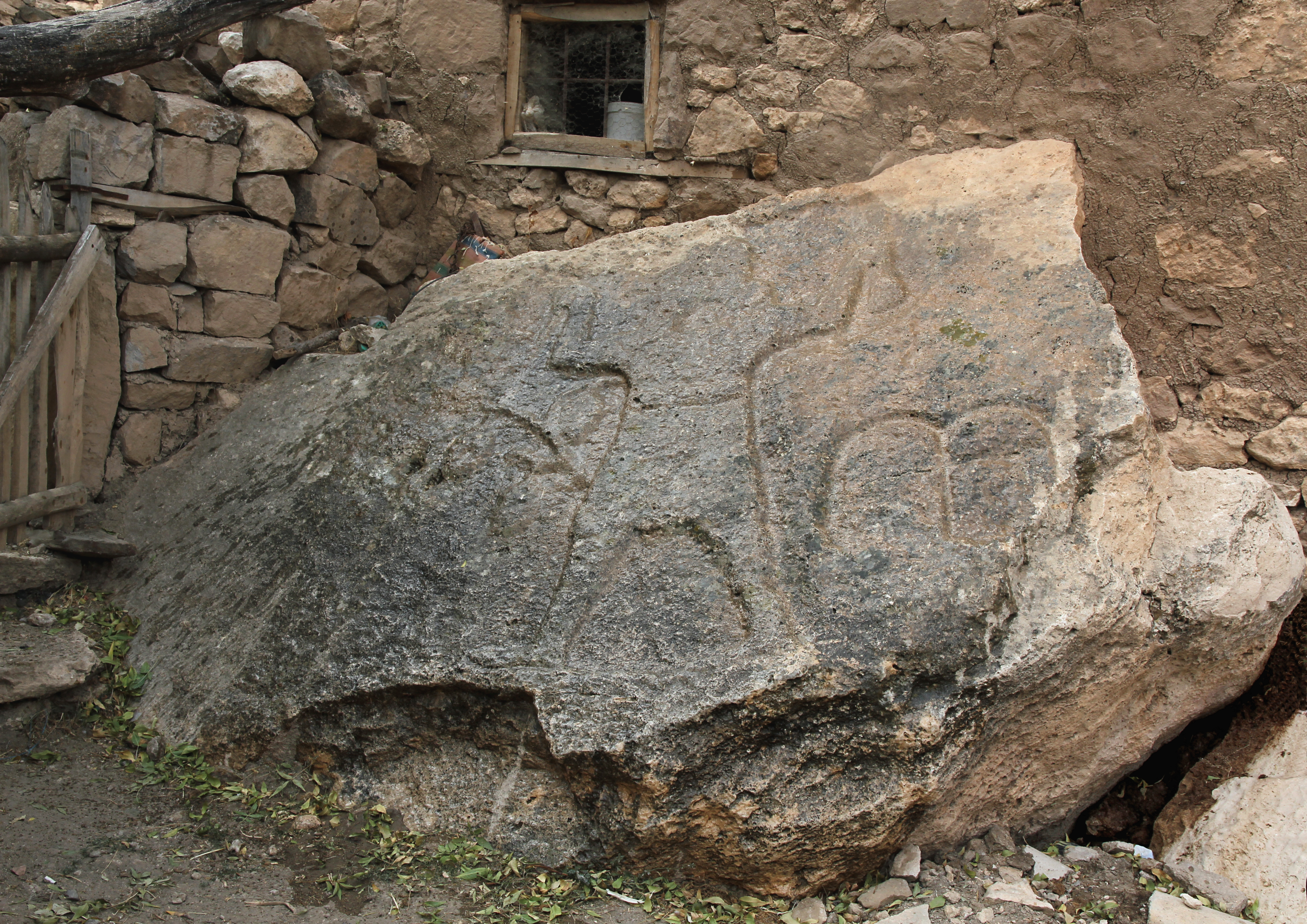
Felsrelief von Gökbez

Im Ort Gökbez in der Südtürkei liegt ein hethitisches Felsrelief aus der Zeit der späthethitischen Kleinstaaten.

## Lage
Das Relief befindet sich auf einem Hof in dem Dorf Gökbez im Landkreis Bor der türkischen Provinz Niğde, etwa 12 Kilometer südöstlich von Kemerhisar und 22 Kilometer südlich der Provinzhauptstadt Niğde. Kemerhisar ist der Ort des antiken Tyana und war Zentrum des luwischen Kleinstaates Tuwana, des Nachfolgestaates des hethitischen Tuwanuwa. Durch Gökbez verlief die antike Verbindungsstraße von Tyana nach Faustinopolis zur Kilikischen Pforte, die vermutlich auch schon in älteren Zeiten in Gebrauch war. Das Relief liegt seitlich der alten Wegführung.

## Beschreibung
Das Felsrelief liegt ausgebrochen und verkippt auf einem Hof im Dorf, an eine Hauswand gelehnt. Der Steinblock misst 3,0 Meter in der Breite und 2,4 Meter in der Höhe, das Relief 2,0 × 2,0 Meter. Das stark verwitterte Bild zeigt den Gott Tarhunza nach links schreitend. Er hält in der erhobenen rechten Hand eine Doppelaxt und in der linken ein Blitzbündel. Der bärtige Gott hat lange, auf die Schultern fallende Haare. Er ist mit einem bis zu den Knien reichenden Gewand bekleidet, darüber ein breiter Gürtel. Zwischen den Beinen entspringt ein Weinstock, an dem links neben der Figur Reben hängen. Rechts der Figur ist ein Doppelbogenfeld mit einer auf zwei Drittel der Höhe verlaufenden waagrechten Linie zu erkennen. Berges und Nollé vermuten, dass es ursprünglich möglicherweise eine Inschrift enthielt oder enthalten sollte. Ehringhaus erkennt darin ein phrygisches Doppelidol, ähnlich den von Dietrich Berndt in Midasstadt beschriebenen. Haltung und Ausstattung der Figur weisen starke Ähnlichkeiten mit der in Niğde gefundenen Stele des Muwaharanis im dortigen Museum auf, die ebenfalls Tarhunzas zeigt. Danach wird das Relief auf das späte 8. oder frühe 7. Jahrhundert v. Chr. datiert.